# En direct de la gaffe
 (juillet 2025).
Si vous disposez d'ouvrages ou d'articles de référence ou si vous connaissez des sites web de qualité traitant du thème abordé ici, merci de compléter l'article en donnant les références utiles à sa vérifiabilité et en les liant à la section « Notes et références ».
En direct de la gaffe est l'album R4 dans les rééditions de la série Gaston. Cet album contient des gags inédits et des articles « en direct de… ». Il est paru en 1974 aux éditions Dupuis.
Il se présente sous le forme de chroniques en direct de la rédaction et de son environnement immédiat.

## Liste des textes et gags
| Page    | Gags nos                            | Titres des textes                                                |
| ------- | ----------------------------------- | ---------------------------------------------------------------- |
| 3       | 320                                 | Au bout du fil                                                   |
| 4 - 5   | 471                                 | Plus d’une corde à son arc et Procès-verbal                      |
| 6 - 7   | 363 et 341                          | Lettre ouverte à Mr Demesmaeker et Stalactites hivernales        |
| 8-9     | 351 - 352                           | néant                                                            |
| 10 - 11 | 353 et 402                          | Pompier bon œil et Le Bruit qui tue                              |
| 12 -13  | 3 dessins non numérotés             | Présence d’esprit                                                |
| 14 - 15 | 324 - 323                           | Le Stéthoscope de Gaston et Un pompier pyromane                  |
| 16 - 17 | 482B                                | Vélo à gaz et Curieuse initiative / Avis                         |
| 18 - 19 | 1 dessin non numéroté               | Publicité non clandestine et Reportage sensationnel              |
| 20 - 21 | 409 + 2 dessins non numérotés       | Guerre des boîtes                                                |
| 22 - 23 | 490B + 3 dessins non numérotés      | Attentats à la boîte                                             |
| 24 - 25 | 4 dessins non numérotés             | Journal d’un correspondant de guerre                             |
| 26 - 27 | 503B + 3 dessins non numérotés      | Le Blocus (fin de la Guerre des boîtes)                          |
| 28 - 29 | 524 + 1 dessin non numéroté         | Sifflez en travaillant (début)                                   |
| 30 - 31 | 508B + 3 dessins non numérotés      | Sifflez en travaillant (fin) et un texte sans titre (maquillage) |
| 32 - 33 | 389 - 468 + 1 dessin non numéroté   | Lettre de la campagne                                            |
| 34 - 35 | 404 - 405 + 2 dessins non numérotés | Gaston nous écrit                                                |
| 36 - 37 | 5 dessins non numérotés             | Conversation à un coin de rue et Pouete-pouete et paysan         |
| 38 - 39 | 360 + 3 dessins non numérotés       | Pont des Soupirs Si on le Bâtissait ?                            |
| 40 - 41 | 416 - 361 + 1 dessin non numéroté   | texte sans titre qui sert de prologue au texte suivant           |
| 42 - 43 | 411 + 2 dessins non numérotés       | Le Petit Monde du gaffophone (début)                             |
| 44 - 45 | 372 + 3 dessins non numérotés       | Le Petit Monde du gaffophone (fin)                               |
| 46      | 372 fin                             | néant                                                            |

## Personnages
- Gaston Lagaffe
- Spirou
- Fantasio
- Mademoiselle Jeanne
- Léon Prunelle
- Yves Lebrac
- Aimé De Mesmaeker
- Joseph Boulier
- Gustave
- Joseph Longtarin